# Microcebus danfossi
El lémur ratón de Danfoss o lémur ratón de Ambarijeby (Microcebus bongovaensis) es una especie de primate estrepsirrino endémico de Madagascar.
Se conoce en bosques fragmentados entre los ríos Sofía y Maevarano al noreste de Madagascar. Previo a la revisión taxonómica los lémures ratón de esta zona se consideraban lémur ratón dorado marrón (Microcebus ravelobensis).